# Hóa học lâm sàng

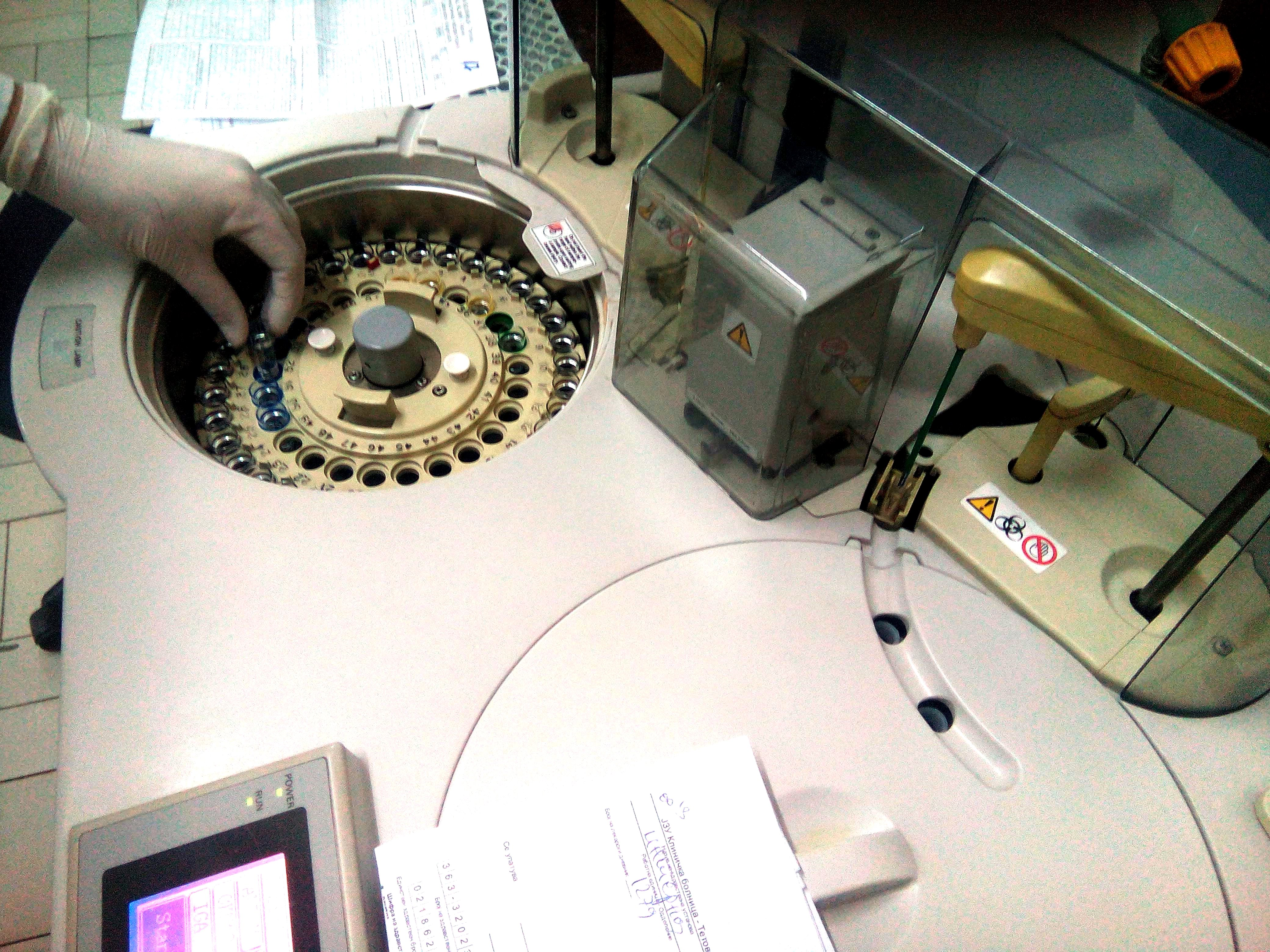
Hình nhân viên vận hành một máy phân tích hóa học lâm sàng

Hóa học lâm sàng (hay còn gọi là hóa sinh lâm sàng, hóa sinh y học, tiếng Anh: clinical chemistry) là một phân ngành trong phòng thí nghiệm y khoa chú trọng vào xét nghiệm định tính những hợp chất quan trọng (được gọi là chất phân tích hay chất biểu thị) trong dịch và mô cơ thể nhờ sử dụng các kỹ thuật phân tích và thiết bị chuyên dụng. Đây là một bộ môn liên ngành với kiến thức từ các ngành y học, sinh học, hóa học, kỹ thuật y sinh, tin học và ứng dụng trong hóa sinh (khác với ngành hóa dược chuyên về nghiên cứu cơ bản để phát triển thuốc).
Hóa học lâm sàng bắt nguồn từ cuối thế kỷ 19 khi các y  bác sĩ sử dụng xét nghiệm phản ứng hóa học đơn giản với nhiều thành phần của máu và nước tiểu. Nhiều thập kỷ sau, các nhà học lâm sàng sử dụng máy phân tích tự động (automated analyser) trong nhiều phòng thí nghiệm lâm sàng. Những thiết bị này thực hiện các kỹ thuật xét nghiệm từ hút mẫu phẩm bằng pipet và gắn nhãn mẫu đến các phương pháp đo tiên tiến như đo quang phổ, sắc ký, đo quang (photometry) hay chiết áp (potentiometry). Những thiết bị này cung cấp các kết quả khác nhau, giúp xác định những chất phân tích không phổ biến, thay đổi về ánh sáng và đặc tính điện áp của các chất phân tích tự nhiên như enzyme, ion,chất điện ly và nồng độ của chúng. Tất cả chúng đều có vai trò quan trọng để chẩn đoán bệnh.
Máu và nước tiểu là hai mẫu xét nghiệm phổ biến nhất mà các nhà hóa sinh lâm sàng hoặc các nhà y khoa phòng thí nghiệm thu thập cho xét nghiệm thường quy lâm sàng, chú trọng chính vào huyết thanh và bào tương trong máu. Hiện nay có nhiều xét nghiệm máu và xét nghiệm nước tiểu lâm sàng, giúp mở rộng khả năng chẩn đoán. Một vài xét nghiệm lâm sàng yêu cầu các nhà hóa học lâm sàng xử lý mẫu phẩm trước khi xét nghiệm. Các nhà hóa học lâm sàng và nhà y khoa phòng thí nghiệm xuất hiện ở cả phòng thí nghiệm lẫn thực hành lâm sàng, họ cung cấp gợi ý cho các y bác sĩ xem nên sử dụng bảng xét nghiệm nào và giải thích bất kỳ bất thường nào trong kết quả xét nghiệm, phản ánh tình trạng sức khỏe và chức năng hệ cơ quan của người bệnh. Những gợi ý đó tạo điều kiện cho các nhà cung cấp dịch vụ chăm sóc sức khỏe đánh giá chính xác hơn sức khỏe của người bệnh và chẩn đoán bệnh, dự đoán sự tiến triển của bệnh, sàng lọc và theo dõi hiệu quả điều trị bệnh kịp thời. Loại xét nghiệm sẽ quyết định loại mẫu được sử dụng.

## Chất phân tích phổ biến
Một vài chất phân tích phổ biến trong các xét nghiệm hóa học lâm sàng gồm:
Chất điện giải
- Natri
- Kali
- Chloride
- Bicarbonat

Xét nghiệm chức năng thận
- Creatinin
- Xét nghiệm BUN (Blood urea nitrogen)

Xét nghiệm chức năng gan
- Tổng protein (huyết thanh)
  - Albumin
  - Globulin
  - Tỷ lệ A/G (albumin-globulin)
  - Điện di protein
  - Protein niệu (proteinuria)
- Bilirubin; trực tiếp, gián tiếp, tổng số
- Aspartate transaminase (AST)
- Alanine transaminase (ALT)
- Gamma-glutamyl transpeptidase (GGT)
- Alkaline phosphatase (ALP)

Dấu ấn tim
- H-FABP
- Troponin
- Myoglobin
- CK-MB
- Xét nghiệm BNP (B-type natriuretic peptide, viết tắt là BNP)

Khoáng chất
- Calci
- Magnesi
- Phosphat
- Kali

Rối loạn máu
- Sắt
- Transferrin
- TIBC
- Vitamin B12
- Vitamin D
- Acid folic

Khác
- Glucose
- Protein C-reactive
- Glycohemoglobin (HbA1c)
- Acid uric
- Khí máu động mạch ([H+], PCO2, PO2)
- Hormone vỏ thượng thận (Adrenocorticotropic hormone, viết tắt là ACTH)
- Xét nghiệm độc tính và độc tính pháp y (forensic toxicology) (chất kích thích thần kinh và độc tố)
- Enolase 2 (NSE)
- Xét nghiệm tìm máu ẩn trong phân (fecal occult blood test, viết tắt là FOBT)

## Bảng xét nghiệm
Y bác sĩ có thể yêu cầu nhiều xét nghiệm với một mẫu trong phóng thí nghiệm (được gọi là bảng xét nghiệm), khi chỉ một xét nghiệm chưa thể cung cấp đủ thông tin để chẩn đoán và đưa ra kế hoạch điều trị chính xác và nhanh chóng. Bảng xét nghiệm là một nhóm gồm nhiều xét nghiệm mà các nhà hóa học lâm sàng sử dụng trên một mẫu phẩm để tìm những thay đổi trong nhiều chất phân tích, có thể giúp chỉ ra các vấn đề y học cụ thể hoặc tình trạng sức khỏe của một hệ cơ quan. Vì thế mà bảng xét nghiệm cung cấp khả năng đánh giá tình trạng người bệnh toàn diện hơn, tiên lượng cao hơn giúp xác nhận hoặc bác bỏ bệnh, đồng thời diễn ra nhanh chóng và tiết kiệm chi phí.

### Bảng trao đổi chất
Bảng trao đổi chất (Metabolic Panel, viết tắt là MP) là một nhóm xét nghiệm máu thường quy thường được ứng dụng để sàng lọc sức khỏe, phát hiện bệnh và theo dõi dấu hiệu sinh tồn của người bệnh nằm viện có tình trạng bệnh lý cụ thể. MP giúp phân tích các chất phân tích phổ biến trong máu, giúp đánh giá chức năng của thận và gan cũng như chất điện ly và cân bằng nội môi acid-base. Có hai loại xét nghiệm MP: Bảng trao đổi chất cơ bản (BMP) hoặc Bảng trao đổi chất toàn diện (CMP).

#### Bảng trao đổi chất cơ bản
BMP là một nhóm xét nghiệm bằng bảng đánh giá tám chất phân tích trong phần dịch của máu (huyết tương). Kết quả của BMP cung cấp thông tin giá trị về chức năng thận, đường huyết, mức điện giải và cân bằng nội môi acid-base của người bệnh. Những thay đổi bất thường ở một hoặc nhiều chất phân tích này có thể là dấu hiệu của các vấn đề sức khỏe nghiêm trọng:
- Natri, kali, chloride và carbon dioxide: chúng là những chất điện ly giúp kiểm soát lượng nước, cân bằng acid-base trong máu và chức năng thận của cơ thể.[8]
- Calci: Chất điện ly có vai trò thiết yếu cho các chức năng thích hợp của cơ, dây thần kinh, đông máu và sức khỏe xương. Những thay đổi trong mức độ calci có thể là dấu hiệu của bệnh xương (bone disease), chuột rút/ co thắt cơ (spasm), bệnh tuyến giáp (thyroid disease) hoặc các tình trạng bệnh khác.[9]
- Glucose: Giúp đo đường huyết - nguồn năng lượng thiết yếu với cơ thể và não. Đường huyết cao có thể là dấu hiệu của đái tháo đường hoặc kháng insulin.[8]
- Ure và creatinin: Đây là những chất thải mà thận lọc khỏi máu. Đo ure giúp phát hiện và điều trị suy thận và các rối loạn trao đổi chất liên quan, còn đo creatinin mang lại thông tin về sức khỏe của thận, theo dõi quá trình điều trị thẩm phân thận (kidney dialysis) và theo dõi bệnh nhân nằm viện sử dụng thuốc lợi tiểu.[8]

#### Bảng trao đổi chất toàn diện
Bảng trao đổi chất toàn diện (CMP) gồm 14 xét nghiệm trên cả BMP, cộng với tổng số protein, albumin, alkaline phosphatase (ALP), alanine amino transferase (ALT), aspartate amino transferase (AST) và bilirubin.

## Xử lý mẫu
Trong xét nghiệm máu, các nhà hóa học lâm sàng bắt buộc phải xử lý mẫu phẩm để thu được huyết thanh và huyết tượng trước xét nghiệm các chất phân tích đích (targeted analyte). Nhiệm vụ này dễ dàng thực hiện nhất nhờ ly tâm, tức đưa các tế bào máu và tiểu cầu xuống đáy ống nghiệm ly tâm, để lại phần huyết thanh lỏng còn lại nằm trên tế bào đóng gói (packed cell). Gần đây bước đầu tiên trước khi phân tích đã được đưa vào thiết bị hoạt động theo nguyên tắc "hệ thống tích hợp". Kỹ thuật viên thu được huyết tương nhờ ly tâm trước khi sự đông máu xảy ra.

## Thiết bị
Ở thế kỷ 21, đa số phòng thí nghiệm y học đều có máy phân tích tự động hóa cao để đáp ứng khối lượng công việc lớn thường ngày ở một phòng thí nghiệm bệnh viện, chúng tiếp nhận 500-2000 mẫu xét nghiệm/ngày. Ngay cả những phòng thí nghiệm lớn nhất cũng hiếm khi kỹ thuật viên làm thủ công được hết những xét nghiệm này và một vài xét nghiệm buộc phải chuyển sang các phòng thí nghiệm khác. Các xét nghiệm được theo dõi chặt chẽ và kiểm soát chất lượng.

## Chuyên ngành
Một số lượng lớn các xét nghiệm có thể được phân loại thành các tiểu chuyên ngành sau:
- Hóa học tổng quát hoặc hóa học thường quy (general or routine chemistry): thường được gọi là hóa học máu (blood chemistriy), ví dụ như các xét nghiệm của gan và thận).[12]
- Hóa học đặc biệt (special chemistry): chuyên về các kỹ thuật phức tạp như điện di và phương pháp xét nghiệm thủ công.[12]
- Nội tiết học (hay nội tiết học lâm sàng): chuyên nghiên cứu về hormone và chẩn đoán các bệnh nội tiết tố.[13]
- Độc chất học: chuyên nghiên cứu về lạm dụng chất và các hóa chất khác.
- Theo dõi thuốc điều trị (therapeutic drug monitoring): đo mức độ thuốc điều trị để tối ưu hóa liều lượng.[14]
- Phân tích nước tiểu (urinalysis) – phân tích hóa học trong nước tiểu để tìm ra hàng loạt bệnh, cùng với các chất lỏng khác như dịch não tủy (cerebrospinal fluid) và tràn dịch (effusion).[15]
- Phân tích phân (fecal analysis): chủ yếu để phát hiện các bệnh rối loạn đường tiêu hóa.